# 王之卓
王之卓（1909年12月16日—2002年5月18日），男，直隶（今河北）丰润人，中国航空摄影测量与遥感专家，中国科学院院士，曾任湖北省人大常委会副主任。

## 生平
1932年毕业于交通大学。1939年取得柏林工业大学工学博士学位。1948年至1949年任交通大学校长。后任武汉测绘学院副院长、武汉测绘科技大学名誉校长和武汉大学（2000年武汉测绘科技大学合并入武汉大学后）教授。

## 荣誉
1980年当选为中国科学院学部委员（院士）。